# ヤロポルク・ロマノヴィチ
ヤロポルク・ロマノヴィチ（ロシア語: Ярополк Романович、1151/6年 - 1177年以降）は、スモレンスク公ロマンの子である。スモレンスク公（在位：1172年 - 1174年、1175年 - 1177年）、トリポリエ公（在位：1177年）。

## 生涯
ヤロポルクは、父のロマンがキエフ大公となった際に、自身最初のスモレンスク公位に就いた。その背景には、ウラジーミル大公アンドレイ(ru)が、自身の兄弟でありキエフ大公であったグレプの死後に、ウラジーミルがキエフ大公位に就いたことを不満とし、ウラジーミルのキエフ大公位を、ヤロポルクの父のロマンに与えたという経緯がある。ロマンはスモレンスク公国を所領としていたが、スモレンスク公国は、アンドレイの領有する強国・ウラジーミル大公国と接しており、ロマンはアンドレイにとって御しやすい存在であった。ヤロスラフがキエフ大公位に就くと、ロマンが再びスモレンスク公となった。
その後、政権闘争に敗れたヤロスラフがキエフを追われると、ロマンが再びキエフ大公位を占め、ヤロポルクにスモレンスク公国を任せようとした。しかしスモレンスクの人々が、公位にムスチスラフを招聘したため紛争となった。結果的にはヤロポルクが再びスモレンスク公位に就いた。
ポロヴェツ族とのロストヴェツの戦いの後の1177年、この戦いの敗因の責を問うという理由で、チェルニゴフ公スヴャトスラフ(ru)が、ヤロポルクのおじのダヴィドの所領の割譲を要求した。ロマンはこの要求を呑まなかったが、キエフ大公位のスヴャトスラフへの譲渡を余儀なくされ、再びスモレンスクに戻った。ヤロポルクもまた再びスモレンスク公位を父に返すことになった。

## 妻子
妻の名は不明。娘（名はおそらくヴィスラヴァ）はポンメルン公ボギスラフ1世(ru)の妻となったとする説がある。